# 多毛粗尾鱈
多毛粗尾鱈（学名：Trachonurus villosus），又名粗尾鱈、鱈魚，为鼠尾鱈科粗尾鱈屬下的一个种。其种加词“villosus”意为“被毛的”。

## 分布
本魚分布於大西洋區，包括亞速群島、馬德拉群島、摩洛哥外海、幾內亞灣、西歐沿海、墨西哥灣、加勒比海；太平洋區，包括日本、台灣、菲律賓、印尼、澳洲、紐西蘭、大洋洲各島嶼、美洲西岸等海域皆有分布。

## 深度
水深514~1590公尺。

## 特徵
本魚體為圓錐形，頭及身體稍低平，吻短而圓鈍，口端位，頦部有一短鬚。上下頷齒小而尖，數列排呈狹窄的齒帶。鰓條骨7根，鰓條骨膜被鱗。第一背鰭之硬軟條細弱而光滑，第二背鰭與臀鰭之基底的鱗片較肥大；腹鰭小，起於胸鰭基底後；體被菱形櫛鱗，棘細長而硬，排列不緊密。發光器粗短，位魚腹鰭與臀鰭間；肛門與泄殖孔被一圈光滑無鱗的黑皮包圍。體灰褐色，口腔鰓膜與發光器黑色。體長可達65公分，屬大型鼠尾鱈。

## 生態
深海底棲性魚類，棲息地為泥沙底質的海域，以頭足類、甲殼類及小型底棲性魚類為主食。

## 經濟利用
體型雖大，但無人食用，無經濟價值。數量稀少，相當罕見。

## 外部連結
- 台灣魚類資料庫（页面存档备份，存于）